# Rawabogo
Rawabogo is een bestuurslaag in het regentschap Bandung van de provincie West-Java, Indonesië. Rawabogo telt 7389 inwoners (volkstelling 2010).